# ادلاید (جورجیا)
ادلاید، جورجیا (به انگلیسی: Adelaide, Georgia) یک شهر در ایالات متحده آمریکا است که در جورجیا واقع شده‌است.

## خصوصیات
ادلاید ۶۰٫۹۶ متر بالاتر از سطح دریا واقع شده‌است.